# Who Dares Wins (Bolt Thrower)
Who Dares Wins is een verzamelalbum met verschillende zeldzame opnamen van Bolt Thrower van onder meer ep's. Tracks 1 t/m 4 zijn van de ep Cenotaph, tracks 5 t/m 8 zijn van de ep Spearhead en tracks 9 en 10 zijn van de opnamesessies van "...For Victory", hiervoor beschikbaar op het compilatiealbum Rareache of de Japanse versie van ...For Victory. De band heeft zich van dit album gedistantieerd omdat ze nooit een compilatiealbum willen uitbrengen en raadt daarom aan dit album niet aan te schaffen. Het is uitgebracht op Earache Records, Mosh 208 op 14 september 1998.

## Tracklijst
1. Cenotaph	4:05
2. Destructive Infinity	4:14
3. Prophet Of Hatred	3:53
4. Realm Of Chaos (live)	2;46
5. Spearhead (Extended Remix)	8:42
6. Crown Of Life	5:29
7. Dying Creed	4:17
8. Lament	5;37
9. World Eater '94	6:09
10. Overlord	4:29

Totale duur: 49:42 

## Artiesten
- Karl Willetts: zang
- Gavin Ward: gitaar
- Barry Thompson: gitaar
- Andrew Whale: drums
- Jo Bench: bas